# Rhododendron 'Ramapo'
Rhododendron 'Ramapo' — сорт вечнозелёных рододендронов гибридного происхождения.

## Биологическое описание
В возрасте 10 лет — высота 70 см, ширина 130 см.
Крона округлая, плотная.
Листья 30×6 мм, летом голубовато-зелёные, очень ароматные.
Соцветия несут 3—5 цветков.
Цветки 30 мм в ширину, светло-фиолетовые, без аромата.
Цветёт в мае.

## В культуре
Выдерживает зимние понижения температуры до −28 °C… -32 °C. В условиях умеренно-континентального климата зимостоек.